# Listă de filme canadiene
Aceasta este o listă de filme canadiene notabile care au fost produse de-a lungul timpului: 

## Înainte de 1910
| 1897                                  |               |             |  |  |
| Ten Years in Manitoba                 | James Freer   | James Freer |  |  |
| 1903                                  |               |             |  |  |
| Hiawatha, The Messiah of the Ojibways | Joe Rosenthal |             |  |  |

## Anii 1910 - anii 1920
| 1913                  |                                       |                                                                   |       |                                     |
| Evangeline            | Edward P. Sullivan, William Cavanaugh | William Cavanaugh, Marguerite Marquis, Laura Lyman, John Carleton | Drama | First feature-length film in Canada |
| 1919                  |                                       |                                                                   |       |                                     |
| Back to God's Country | David Hartford                        | Nell Shipman                                                      |       |                                     |
| 1920                  |                                       |                                                                   |       |                                     |
| The Great Shadow      | Harley Knoles                         |                                                                   |       |                                     |
| 1924                  |                                       |                                                                   |       |                                     |
| Big Timber            | John W. Noble                         | Richard Travers                                                   |       |                                     |
| Blue Water            | David Hartford                        | Norma Shearer                                                     |       |                                     |

## Anii 1930
| 1930               |                 |                                |              |                      |
| Yamekraw           | Murray Roth     |                                |              |                      |
| 1931               |                 |                                |              |                      |
| '                  |                 |                                |              |                      |
| 1932               |                 |                                |              |                      |
| '                  |                 |                                |              |                      |
| 1933               |                 |                                |              |                      |
| Damaged Lives      | Edgar G. Ulmer  | Diane Sinclair, Lyman Williams | Exploitation | co-produced with USA |
| 1934               |                 |                                |              |                      |
| Bosom Friends      |                 |                                | Short        | Nominated for Oscar  |
| 1935               |                 |                                |              |                      |
| '                  |                 |                                |              |                      |
| 1936               |                 |                                |              |                      |
| La Maison en ordre | Gordon Sparling |                                |              |                      |
| 1937               |                 |                                |              |                      |
| '                  |                 |                                |              |                      |
| 1938               |                 |                                |              |                      |
| The Kinsmen        | Gordon Sparling |                                |              |                      |
| 1939               |                 |                                |              |                      |
| '                  |                 |                                |              |                      |

## Anii 1940
| 1940                 |                |  |                 |                                                                                        |
| '                    |                |  |                 |                                                                                        |
| 1941                 |                |  |                 |                                                                                        |
| Churchill's Island   | Stuart Legg    |  | film documentar | First [[Academy Award for film documentar Short Subject\|Oscar for short documentary]] |
| 1942                 |                |  |                 |                                                                                        |
| '                    |                |  |                 |                                                                                        |
| 1943                 |                |  |                 |                                                                                        |
| Banshees Over Canada | James Beverage |  | film documentar | Allied progaganda film                                                                 |
| Fighting Norway      | Sydney Newman  |  | film documentar | Allied progaganda film                                                                 |
| 1944                 |                |  |                 |                                                                                        |
| '                    |                |  |                 |                                                                                        |
| 1945                 |                |  |                 |                                                                                        |
| '                    |                |  |                 |                                                                                        |
| 1946                 |                |  |                 |                                                                                        |
| '                    |                |  |                 |                                                                                        |
| 1947                 |                |  |                 |                                                                                        |
| Bush Pilot           |                |  |                 |                                                                                        |
| 1948                 |                |  |                 |                                                                                        |
| '                    |                |  |                 |                                                                                        |
| 1949                 |                |  |                 |                                                                                        |
| Begone Dull Care     | Norman McLaren |  | Direct film     | Visual music presentation of Oscar Peterson                                            |

## Anii 1950
| 1950             |                                |                                  |                                       |                                                                         |
| '                |                                |                                  |                                       |                                                                         |
| 1951             |                                |                                  |                                       |                                                                         |
| Around Is Around | Norman McLaren                 |                                  | Short animation                       | Won Special award                                                       |
| 1952             |                                |                                  |                                       |                                                                         |
| Neighbours       | Norman McLaren                 | Grant Munro, Jean Paul Ladouceur | Pixilation                            | [[Academy Award for film documentar Short Subject\|Oscar]] winner       |
| 1953             |                                |                                  |                                       |                                                                         |
| '                |                                |                                  |                                       |                                                                         |
| 1954             |                                |                                  |                                       |                                                                         |
| '                |                                |                                  |                                       |                                                                         |
| 1955             |                                |                                  |                                       |                                                                         |
| '                |                                |                                  |                                       |                                                                         |
| 1956             |                                |                                  |                                       |                                                                         |
| Rythmetic        | Norman McLaren, Evelyn Lambart |                                  |                                       | Entered into the 6th Berlin International Film Festival                 |
| 1957             |                                |                                  |                                       |                                                                         |
| A Chairy Tale    | Norman McLaren, Claude Jutra   | Claude Jutra                     | Pixilation                            | Oscar nominee                                                           |
| City of Gold     | Colin Low, Wolf Koenig         |                                  | [[film documentar film\|Documentary]] | Klondike Gold Rush; Oscar nominee; inspiration for the Ken Burns effect |
| 1958             |                                |                                  |                                       |                                                                         |
| '                |                                |                                  |                                       |                                                                         |
| 1959             |                                |                                  |                                       |                                                                         |
| '                |                                |                                  |                                       |                                                                         |

## Anii 1960
| 1960                                  |                                       | |                     |                                                                                       |
| Universe                              | Roman Kroitor, Colin Low              | | film documentar     | Major influence for 2001: A Space Odyssey                                             |
| 1961                                  |                                       | |                     |                                                                                       |
| Macbeth                               | Paul Almond                           | Sean Connery |                     |                                                                                       |
| Very Nice, Very Nice                  | Arthur Lipsett                        | | Experimental        | Academy Award nominee                                                                 |
| 1962                                  |                                       | |                     |                                                                                       |
| Alexander Galt: The Stubborn Idealist | Julian Biggs                          | |                     |                                                                                       |
| Lonely Boy                            | Roman Kroitor                         | | film documentar     | Cinema verite classic on Paul Anka                                                    |
| 1963                                  |                                       | |                     |                                                                                       |
| Amanita Pestilens                     | René Bonnière                         | Jacques Labrecque Huguette Oligny Geneviève Bujold | Drama               | First Canadian colour feature film Arhivat în 29 septembrie 2007, la Wayback Machine. |
| For Those Who Will Follow             | Michel Brault                         | | film documentar     | Entered into the 1963 Cannes Film Festival                                            |
| 1964                                  |                                       | |                     |                                                                                       |
| 21-87                                 | Arthur Lipsett                        | | Experimental        | Major influence on George Lucas                                                       |
| Canon                                 |                                       | |                     |                                                                                       |
| Le chat dans le sac                   | Gilles Groulx                         | Claude Godbout |                     |                                                                                       |
| Nobody Waved Goodbye                  | Don Owen                              | Peter Kastner, Julie Biggs, Claude Rae, Toby Tarnow, Charmion King, Ron Taylor, Bob Hill, Jack Beer, John Sullivan, Lynne Gorman, Ivor Barry, Sharon Bonin, Norman Ettlinger, John Vernon |                     | AV Trust "Masterwork" Arhivat în 27 septembrie 2007, la Wayback Machine.              |
| 1965                                  |                                       | |                     |                                                                                       |
| The Railrodder                        | Gerald Potterton                      | Buster Keaton |                     | Keaton's last silent film role                                                        |
| Winter Kept Us Warm                   | David Secter                          | John Labow, Henry Tarvainen, Joy Fielding, Janet Amos, Iain Ewing, Jack Messinger, Larry Greenspan, Sol Mandelsohn, George R. Appleby                                                     |                     |                                                                                       |
| 1966                                  |                                       | |                     |                                                                                       |
| Le roi de cœur                        |                                       | |                     |                                                                                       |
| The Trap                              | Sidney Hayers                         | Rita Tushingham, Oliver Reed | Adventure           | British/Canadian co-production                                                        |
| 1967                                  |                                       | |                     |                                                                                       |
| The Ernie Game                        | Don Owen                              | |                     | Entered into the 18th Berlin International Film Festival                              |
| Wavelength                            | Michael Snow                          | Hollis Frampton, Joyce Weiland | Structural film     | AV Preservation Trust Masterwork                                                      |
| In the Labyrinth                      | Roman Kroitor Colin Low Hugh O'Connor | | Multi-screen        | Major attraction at Expo 67 precursor to IMAX                                         |
| From the Drain                        | David Cronenberg                      | |                     |                                                                                       |
| Warrendale                            | Allan King                            | | film documentar     | Canadian Film Award winner                                                            |
| 1968                                  |                                       | |                     |                                                                                       |
| Isabel                                | Paul Almond                           | Geneviève Bujold |                     |                                                                                       |
| The Rise and Fall of the Great Lakes  | Bill Mason                            | | Educational, Comedy | BAFTA award-winner                                                                    |
| 1969                                  |                                       | |                     |                                                                                       |
| Don't Let the Angels Fall             | George Kaczender                      | |                     | Entered into the 1969 Cannes Film Festival                                            |

## Anii 1970
| 1970                                               |                                                               |                                                                             |                      | |
| Crimes of the Future                               | David Cronenberg                                              | Ronald Mlodzik                                                              |                      | |
| Goin' Down the Road                                | Donald Shebib                                                 | Doug McGrath, Paul Bradley, Jayne Eastwood                                  |                      | AV Trust "Masterwork"                                                                                      |
| The Hart of London                                 | Jack Chambers                                                 |                                                                             | Experimental         | |
| 1971                                               |                                                               |                                                                             |                      | |
| Rip-Off                                            | Donald Shebib                                                 | Don Scardino, Ralph Endersby, Michael Kukulewich, Peter Groß, Hugh Webster, | Coming of Age Comedy | Coming of age movie about four soon-to-graduate high school students in suburban Toronto in this 1971 film |
| Fleur bleue (The Apprentice)                       | Larry Kent                                                    | Susan Sarandon                                                              | Comedy               | Bilingual film                                                                                             |
| Fortune and Men's Eyes                             | Harvey Hart                                                   | Wendell Burton, Michael Greer, Zooey Hall                                   |                      | Based on award-winning play Controversial look at homosexuality                                            |
| Mon oncle Antoine                                  | Claude Jutra                                                  |                                                                             |                      | Voted greatest Canadian film of all time                                                                   |
| 1972                                               |                                                               |                                                                             |                      | |
| A Fan's Notes                                      | Eric Till                                                     |                                                                             |                      | Entered into the 1972 Cannes Film Festival                                                                 |
| Wedding in White                                   | William Fruet                                                 | Carol Kane, Donald Pleasence, Doris Petrie, Doug McGrath                    |                      | Canadian Film Award winner for Best Feature Film                                                           |
| 1973                                               |                                                               |                                                                             |                      | |
| Cannibal Girls                                     | Ivan Reitman                                                  | Eugene Levy                                                                 | Horror spoof         | Reitman's third film                                                                                       |
| The Death of a Lumberjack                          | Gilles Carle                                                  |                                                                             |                      | Entered into the 1973 Cannes Film Festival                                                                 |
| Golden Apples of the Sun                           | Barrie McLean, Kristen Weingartner                            | Elizabeth Suzuki                                                            |                      | |
| The Hard Part Begins                               | Paul Lynch, Donnelly Rhodes, Nancy Belle Fuller, Doug McGrath | Drama                                                                       |                      | |
| Paperback Hero                                     | Peter Pearson                                                 | Keir Dullea, Elizabeth Ashley                                               | Drama                | |
| Slipstream                                         | David Acomba                                                  | Luke Askew, Patti Oatman                                                    |                      | Canadian Film Award winner for Best Feature Film                                                           |
| 1974                                               |                                                               |                                                                             |                      | |
| The Apprenticeship of Duddy Kravitz                | Ted Kotcheff                                                  | Richard Dreyfuss                                                            |                      | Based on Mordechai Richler novel Golden Bear winner                                                        |
| Black Christmas                                    | Bob Clark                                                     | Olivia Hussey                                                               |                      | |
| Orders                                             | Michel Brault                                                 | Jean Lapointe                                                               | Historical drama     | Cannes award winner                                                                                        |
| Once Upon a Time in the East                       | André Brassard                                                |                                                                             |                      | Entered into the 1974 Cannes Film Festival                                                                 |
| 1975                                               |                                                               |                                                                             |                      | |
| Christmas Two Step                                 |                                                               |                                                                             |                      | |
| Duo/Duel                                           |                                                               |                                                                             | Animation            | |
| Jacques Brel Is Alive and Well and Living in Paris | Denis Héroux                                                  | Mort Shuman, Elly Stone, Joe Masiell                                        | Musical              | |
| Lies My Father Told Me                             | Ján Kadár                                                     |                                                                             |                      | Golden Globe for Best Foreign Film                                                                         |
| Le Soleil a pas d'chance                           | Robert Favreau                                                |                                                                             |                      | |
| Shivers                                            | David Cronenberg                                              |                                                                             |                      | |
| 1976                                               |                                                               |                                                                             |                      | |
| The Clown Murders                                  | Martyn Burke                                                  | John Candy                                                                  | Horror               | |
| Shoot                                              | Harvey Hart                                                   |                                                                             |                      | |
| 1977                                               |                                                               |                                                                             |                      | |
| J.A. Martin Photographer                           | Jean Beaudin                                                  |                                                                             |                      | Entered into the 1977 Cannes Film Festival                                                                 |
| 1978                                               |                                                               |                                                                             |                      | |
| In Praise of Older Women                           | George Kaczender                                              | Tom Berenger, Karen Black                                                   | Drama                | |
| 1979                                               |                                                               |                                                                             |                      | |
| The Brood                                          | David Cronenberg                                              | Oliver Reed, Samantha Eggar                                                 | Sci-fi Horror        | |
| City on Fire                                       | Alvin Rakoff                                                  |                                                                             |                      | Resurrected from obscurity by Mystery Science Theater 3000                                                 |
| H. G. Wells' The Shape of Things to Come           | George McCowan                                                | Barry Morse                                                                 |                      | |
| Meatballs                                          | Ivan Reitman                                                  | Bill Murray                                                                 | Comedy               | Reitman's first major hit as a director                                                                    |
| A Scream from Silence                              | Anne Claire Poirier                                           |                                                                             |                      | Entered into the 1979 Cannes Film Festival                                                                 |

## Anii 1980
- Listă de filme canadiene din anii 1980

## Anii 1990
- Listă de filme canadiene din 1990
- Listă de filme canadiene din 1991
- Listă de filme canadiene din 1992
- Listă de filme canadiene din 1993
- Listă de filme canadiene din 1994
- Listă de filme canadiene din 1995
- Listă de filme canadiene din 1996
- Listă de filme canadiene din 1997
- Listă de filme canadiene din 1998
- Listă de filme canadiene din 1999

## Anii 2000
- Listă de filme canadiene din 2000
- Listă de filme canadiene din 2001
- Listă de filme canadiene din 2002
- Listă de filme canadiene din 2003
- Listă de filme canadiene din 2004
- Listă de filme canadiene din 2005
- Listă de filme canadiene din 2006
- Listă de filme canadiene din 2007
- Listă de filme canadiene din 2008
- Listă de filme canadiene din 2009

## Anii 2010
- Listă de filme canadiene din 2010
- Listă de filme canadiene din 2011
- Listă de filme canadiene din 2012